# Citroën Saxo
Citroën Saxo (type S) var en minibil fra den franske bilfabrikant Citroën bygget mellem februar 1996 og september 2003. Modellen blev som efterfølger for AX udviklet i samarbejde med Peugeot og delte derfor mange motorer og reservedele med 106 (som igen var baseret på Citroën AX).

## Generelt
Saxo fandtes som hatchback med tre og fem døre som person- og varebil i flere forskellige udstyrsvarianter fra Basis til VTS. Ud over forskellige benzinmotorer fra 33 kW (45 hk) til 87 kW (118 hk) fandtes der også en 1,5-liters dieselmotor med 42 kW (57 hk) (i visse eksportlande 40 kW (54 hk)).
- Bagfra
- Citroën Saxo femdørs (1996–1999)
- Citroën Saxo VTS

## Udstyr
Udstyret var generelt sparsomt, hvor basismodellerne havde førerairbag, selestrammere, kassetteafspiller, el-bagrude og tonede ruder, og visse tidlige modeller havde startspærre med taltastatur og analogur i stedet for omdrejningstæller samt treeget rat, næsten ligesom AX. Listen over ekstraudstyr omfattede soltag, servostyring, el-ruder, bilalarm, passagerairbag, cd-afspiller, omdrejningstæller, tågeforlygter, farvede sidespejlshuse og alufælge. Selv om de faceliftede modeller generelt var bedre udstyret end modellerne før facelift, så interiøret stadigvæk gammelt ud i forhold til mere moderne konkurrenter såsom Opel Corsa, og mange af betjeningselementerne i midterkonsollen kom fra forgængeren AX.
VTR- og VTS-modellerne med 1,6-motorer var bedst udstyret med bl.a. skivebremser bagtil i stedet for de øvrige versioners tromlebremser, og ABS-bremser som standardudstyr på VTS og ekstraudstyr på alle øvrige 1,6-modeller.
I løbet af Saxos levetid kom der flere specialmodeller, bl.a. modellen Open Scandal med foldetag i hele bilens længde. Andre specialmodeller havde forskellige former for ekstraudstyr i forhold til basismodellen, såsom soltag eller servostyring.

## Facelift
I september 1999 gennemgik Saxo et facelift, hvor bl.a. for- og baglygter blev modificeret og designet tilpasset det dengang aktuelle Citroën-design.
Samtidig blev rust- og lakgarantierne forlænget til 12 hhv. 3 år mod før 6 hhv. 1 år.
- Citroën Saxo tredørs (1999–2003)
- Bagfra

## Saxo électrique
Ligesom AX fandtes Saxo frem til 2003 også i en version med elmotor. Modellen var rent eldrevet og var udstyret med en 20 kW (27 hk)-motor med rekuperation, som gav bilen en topfart på 95 km/t. Rækkevidden lå på ca. 120 km. Akkumulatorerne med en spænding på 120 Volt og en ladekapacitet på 100 Ah fra Saft, var fordelt på motorrummet og undervognen mens kabinen var næsten identisk med en normal Saxo. Energiforbruget lå på 18 kWh pr. 100 km. På grund af den øgede vægt − med en egenvægt på 1075 kg var modellen betydeligt tungere end de andre Saxo-versioner − var Saxo électrique kun godkendt til fire personer.
Det schweiziske firma Texx AG har monteret akkumulatorer med den nyeste lithiumteknologi i en bortset fra akkumulatorerne og ladelogikken standardmæssig Saxo électrique, som de i juni 2009 kørte med fra Göschenen i Schweiz til Genova, altså mere end 300 km uden pause. På grund af deres egenudviklede ladelogik kunne akkumulatorerne genoplades fuldt på ca. 150 min.
Begge modeller, AX og Saxo électrique, blev tilsammen kun bygget i ca. 2.800 eksemplarer, hvoraf nogle er blevet benyttet af det tyske Hamburgische Electricitäts-Werke.

## Saxo VTS 1.6l 16V Compresseur / Saxo bemani
I 2002 lancerede det schweiziske firma Firma bemani motorenbau AG Saxo samt søstermodellen Peugeot 106 med en effekt på 120 kW (163 hk) og et drejningsmoment på 217 Nm. En accelerationstid fra 0 til 100 km/t på 6,3 sekunder kunne opnås ved hjælp af det af bemani udviklede kompressorsystem.

## Motorer
Alle motorerne var fra PSA's TU-serie, som fra 1988 gjorde tjeneste i Peugeot 205 samt AX, og havde rødder i den tidligere X-motor som blev benyttet i flere andre PSA-biler, såsom Citroën Visa, Peugeot 104 og tidlige Peugeot 205'ere. Programmet omfattede fem benzin- og én dieselmotor, alle sugemotorer.
Samtlige motorer var som standard kombineret med en femtrins manuel gearkasse. Der kunne dog også leveres en tretrins automatgearkasse, som i starten kunne kombineres med 1,6-motoren med 65 kW (88 hk). I slutningen af 1997 blev dette ekstraudstyr flyttet til 1,4-modellen.
1,4-motoren med automatgear fortsatte efter faceliftet i 1999. På grund af introduktionen af den nye C3 med 1,4-motor og automatgear udgik Saxo med automatgear i marts 2002, mens modellerne med manuelt gear fortsatte frem til efteråret 2003.

### Tekniske data
|                                                | 1.0i                | 1.1i                  | 1.1i                | 1.4i                            | 1.4i                                           | 1.6i                            | 1.6i                | 1.6i 16V            | 1.5D                | électrique         |
| Byggeår                                        | 2/1996−9/2000       | 2/1996−9/2000         | 9/2000−9/2003       | 2/1996−9/2000                   | 9/2000−9/2003                                  | 2/1996−9/2000                   | 9/2000−9/2003       | 2/1996−9/2003       | 2/1996−9/2003       | 2/1996−9/2003      |
| Motordata                                      |                     |                       |                     |                                 |                                                |                                 |                     |                     |                     |                    |
| Motorkode                                      | TU9 ML/Z            | TU1 M/Z               | TU1 JP              | TU3 JP                          | TU3 JP                                         | TU5 JP                          | TU5 JP              | TU5 J4              | TUD 5               | ZAA                |
| Motortype                                      | R4-benzinmotor      | R4-benzinmotor        | R4-benzinmotor      | R4-benzinmotor                  | R4-benzinmotor                                 | R4-benzinmotor                  | R4-benzinmotor      | R4-benzinmotor      | R4-dieselmotor      | –                  |
| Antal ventiler pr. cylinder                    | 2                   | 2                     | 2                   | 2                               | 2                                              | 2                               | 2                   | 4                   | 2                   | –                  |
| Ventilstyring                                  | OHC, tandrem        | OHC, tandrem          | OHC, tandrem        | OHC, tandrem                    | OHC, tandrem                                   | OHC, tandrem                    | OHC, tandrem        | DOHC, tandrem       | OHC, tandrem        | –                  |
| Fødesystem                                     | Monopoint           | Monopoint             | Multipoint          | Multipoint                      | Multipoint                                     | Multipoint                      | Multipoint          | Multipoint          | Hvirvelkammer       | –                  |
| Trykladning                                    | –                   | –                     | –                   | –                               | –                                              | –                               | –                   | –                   | –                   | –                  |
| Køling                                         | Vandkøling          | Vandkøling            | Vandkøling          | Vandkøling                      | Vandkøling                                     | Vandkøling                      | Vandkøling          | Vandkøling          | Vandkøling          | –                  |
| Boring × slaglængde                            | 70,0 × 62,0 mm      | 72,0 × 69,0 mm        | 72,0 × 69,0 mm      | 75,0 × 77,0 mm                  | 75,0 × 77,0 mm                                 | 78,5 × 82,0 mm                  | 78,5 × 82,0 mm      | 78,5 × 82,0 mm      | 77,0 × 82,0 mm      | –                  |
| Slagvolume                                     | 954 cm³             | 1124 cm³              | 1124 cm³            | 1361 cm³                        | 1361 cm³                                       | 1587 cm³                        | 1587 cm³            | 1587 cm³            | 1527 cm³            | –                  |
| Kompressionsforhold                            | 9,4:1               | 9,4:1                 | 9,7:1               | 10,2:1                          | 10,2:1                                         | 9,6:1                           | 9,6:1               | 10,8:1              | 23,0:1              | –                  |
| Maks. effekt ved omdr./min.                    | 37 kW (50 hk)1 6000 | 44 kW (60 hk)2 3 6200 | 44 kW (60 hk) 5500  | 55 kW (75 hk) 5500              | 55 kW (75 hk) 5500                             | 65 kW (88 hk) 5500              | 72 kW (98 hk) 5700  | 87 kW (118 hk) 6600 | 42 kW (57 hk)4 5000 | 20 kW (27 hk) 1600 |
| Maks. drejningsmoment ved omdr./min.           | 74 Nm 3700          | 88 Nm3 3800           | 94 Nm 3500          | 113 Nm 3400                     | 120 Nm 3400                                    | 135 Nm 3000                     | 135 Nm 3000         | 145 Nm 5200         | 95 Nm 2250          | 127 Nm 1600        |
| Kraftoverførsel                                |                     |                       |                     |                                 |                                                |                                 |                     |                     |                     |                    |
| Drivende hjul                                  | Forhjul             | Forhjul               | Forhjul             | Forhjul                         | Forhjul                                        | Forhjul                         | Forhjul             | Forhjul             | Forhjul             | Forhjul            |
| Gearkasse (standardudstyr)                     | 5-trins manuel      | 5-trins manuel        | 5-trins manuel      | 5-trins manuel                  | 5-trins manuel                                 | 5-trins manuel                  | 5-trins manuel      | 5-trins manuel      | 5-trins manuel      | –                  |
| Gearkasse (ekstraudstyr)                       | –                   | –                     | –                   | 3-trins automatisk              | 3-trins automatisk                             | 3-trins automatisk              | –                   | –                   | –                   | –                  |
| Præstationer5                                  |                     |                       |                     |                                 |                                                |                                 |                     |                     |                     |                    |
| Topfart                                        | 149 km/t            | 162 km/t3             | 164 km/t            | 175 km/t (166 km/t)             | 175 km/t VTS: 177 km/t (166 km/t)              | 185 km/t (176 km/t)             | 193 km/t            | 205 km/t            | 158 km/t            | 95 km/t            |
| Acceleration 0-100 km/t                        | 19,1 sek.           | 15,3 sek.3            | 14,9 sek.           | 12,9 sek. (17,0 sek.)           | 12,8 sek. (17,0 sek.)                          | 11,6 sek. (12,5 sek.)           | 10,5 sek.           | 8,7 sek.            | 18,3 sek.           | –                  |
| Brændstofforbrug pr. 100 km ved blandet kørsel | 6,2 liter Blyfri 95 | 6,5 liter Blyfri 95   | 6,1 liter Blyfri 95 | 6,5 liter (7,9 liter) Blyfri 95 | 6,2 liter VTS: 6,4 liter (7,5 liter) Blyfri 95 | 7,3 liter (9,4 liter) Blyfri 95 | 6,7 liter Blyfri 95 | 8,1 liter Blyfri 95 | 5,2 liter Diesel    | –                  |
| CO2-udslip ved blandet kørsel                  | 149 g/km            | 155 g/km              | 145 g/km            | 160 g/km (195 g/km)             | 148 g/km VTS: 152 g/km (177 g/km)              | 178 g/km                        | 159 g/km            | 194 g/km            | 138 g/km            | –                  |

## Afløsning og efterfølgere
Ligesom for flere andre Citroën-modellers vedkommende fandt afløsningen af Saxo sted i to trin. Først kom Citroën C3 på markedet i januar 2002 som afløser for den femdørs Saxo, hvorefter den tredørs Saxo fortsatte i produktion et stykke tid endnu som billig indstigningsmodel i Citroëns modelprogram. I september 2003 blev den tredørs Saxo afløst af den nye C2, som var bygget på en forkortet C3-platform og kun fandtes som tredørs.